# Jesús Armas
Jesús Armas (Caracas, 7 de enero de 1987) es un activista político venezolano. Fue concejal del municipio Libertador de Caracas entre 2013 y 2018 y posteriormente ha sido director de  Monitor Ciudad y de la ONG Ciudadanía Sin Límites, además de profesor de la Universidad Central de Venezuela. Jesús fue detenido por fuerzas de seguridad el 10 de diciembre de 2024, meses después de las elecciones presidenciales en el país. Aunque el ministro del interior Diosdado Cabello ha reconocido que Jesús ha sido detenido, no se ha revelado su sitio de reclusión y actualmente se desconoce su paradero.

## Carrera
Jesús se desempeñó como concejal del municipio Libertador de Caracas entre 2013 y 2018, y posteriormente como director de la plataforma Monitor Ciudad por varios años, cuyo objetivo es la evaluación del estado de los servicios públicos en Caracas. También ha sido profesor en la Escuela de Estudios Políticos y Administrativos de la Universidad Central de Venezuela (UCV) y actualmente es director de la ONG Ciudadanía Sin Límites.
Tuvo un papel importante en el comando de campaña opositor en Caracas durante las elecciones presidenciales de Venezuela de 2024, y en los meses antes de su detención estuvo organizando y apoyando a las madres de detenidos poselectorales para pedir sus liberaciones antes de Navidad.

## Detención
En la noche del 10 de diciembre de 2024, Jesús fue detenido por hombres encapuchados mientras estaba en un restaurante de Las Mercedes, en Caracas, y fue obligado a ingresar a un vehículo sin placa de identificación. Al día siguiente su familia denunció su desaparición forzada ante el Ministerio Público. Para entonces, ni el Fiscal General ni alguna otra autoridad habían informado sobre su arresto. La organización no gubernamental Foro Penal dijo que para el 2 de diciembre había 1.905 presos políticos en Venezuela, incluyendo a 42 menores de edad.
El ministro del interior Diosdado Cabello admitió que Jesús había sido detenido, pero sin especificar su lugar de reclusión.
El Panel de Expertos Independientes de la Organización de Estados Americanos (OEA) denunció la desaparición del dirigente ante la fiscalía de la Corte Penal Internacional. El secretario general de la Organización, Luis Almagro, condenó la detención de Armas el día siguiente, haciendo responsable al gobierno venezolano por su bienestar.
La ONG PROVEA denunció su detención y exigió su liberación. Los alumnos de Armas, que esperaban su clase el miércoles en la UCV, colocaron colocaron una pancarta en la pizarra en forma de protesta. La lideresa opositora María Corina Machado dijo que “No descansaremos hasta liberarlo a él y a todos los venezolanos”, y el Comando Con Venezuela opositor describió la detención como “un claro ejemplo de la represión y persecución del régimen de Nicolás Maduro contra la disidencia”. Organizaciones como el Comité por la Liberación de los Presos Políticos y Realidad Helicoide también informaron y condenaron la detención.
Sus padres, junto con su pareja, acudieron a la Fiscalía General, a la Defensoría del Pueblo, a El Helicoide, y los comandos de la Policía Nacional Bolivariano para conocer el paradero de Jesús, sin recibir respuesta. Como resultado, interpusieron un habeas corpus a su favor.